# النجاد (نهم)

تعديل مصدري - تعديل

النجاد هي إحدى قرى عزلة الحنشات بمديرية نهم التابعة لمحافظة صنعاء، بلغ تعداد سكانها 416 نسمة حسب تعداد اليمن لعام 2004.